# Jimmy Rimmer
Jimmy Rimmer, né le 10 février 1948 à Southport (Angleterre) est un footballeur anglais, qui évoluait au poste de gardien de but à Arsenal et en équipe d'Angleterre.
Rimmer fut sélectionné une seule fois avec l'équipe d'Angleterre, en 1976.

## Carrière
- 1965-1974 : Manchester United
- 1973-1974 : Swansea City
- 1974-1977 : Arsenal
- 1977-1983 : Aston Villa
- 1983-1986 : Swansea City

## Palmarès

### En équipe nationale
- 1 sélection et 0 but avec l'équipe d'Angleterre en 1976.

### Avec Manchester United
- Vainqueur du Championnat d'Angleterre de football en 1967.
- Vainqueur du Charity Shield en 1967.
- Vainqueur de la Ligue des champions de l'UEFA en 1968.

### Avec Aston Villa
- Vainqueur de la Ligue des champions de l'UEFA en 1982.
- Vainqueur du Championnat d'Angleterre de football en 1981.
- Vainqueur du Charity Shield en 1981.